# Manejo de recursos hídricos en la Cuenca Hidrográfica del Canal de Panamá
Panamá cuenta con una gran riqueza hídrica, la cual ha contribuido a su desarrollo económico y social. Con la información disponible se puede señalar que la disponibilidad hídrica media regional centroamericana, per cápita por año, es alrededor de 27.964 m³, siendo Belice (58.458 m³), el país con mayor disponibilidad hídrica, y El Salvador (2.755 m³ por año), con la menor disponibilidad. Sin embargo, en total, Nicaragua, Panamá y Costa Rica son los países que presentan la mayor disponibilidad hídrica de la región en el mismo orden: 195.238, 156.259,1 y 118.719,9 millones de m³ por año; y Belice, presenta el menor capital hídrico total que se estima en 15.257,5 millones de m³ por año.
El istmo panameño cuenta con 52 cuencas hidrográficas, de las cuales dos son compartidas con los países vecinos de Costa Rica y Colombia. La vertiente del Pacífico abarca el 70% del territorio, hacia ella desaguan cerca de 350 ríos cuya longitud media es de 106 km. Por otro lado la vertiente del Caribe ocupa solo el 30% del territorio nacional y hacia ella desaguan 150 ríos, cuya longitud media es de 56 km. Las cuencas de mayor extensión superficial son la cuenca del río Chagres con un área de 3.338 km² y la cuenca del río Changuinola con un área de 3.202 km². Entre los cuerpos lacustres más importantes por su magnitud y uso, están los embalses de Gatún y Alajuela, que abastecen de agua para el tránsito de naves a través del Canal Interoceánico, y de agua potable. Panamá es uno de los países con mayores recursos hídricos, sin embargo, de este potencial se utiliza para diferentes usos menos de un 1,1%.
La Cuenca Hidrográfica del Canal de Panamá (CHCP) es el elemento hidrológico más importante del istmo por sus diferentes usos. Los aportes hídricos del majestuoso río Chagres son utilizados en múltiples formas: para el consumo humano en las ciudades de Panamá, Colón y alrededores; para el funcionamiento del Canal de Panamá y en la generación de energía hidroeléctrica. La Comisión Interinstitucional de la Cuenca Hidrográfica del Canal de Panamá (CICH), es la institución encargada de coordinar las actividades de organismos gubernamentales y no gubernamentales con responsabilidad e intereses en la Cuenca Hidrográfica del Canal de Panamá. La CICH tiene la función de supervisar y evaluar los programas, proyectos y políticas, para el manejo adecuado de la CHCP, y resolver posibles incongruencias o duplicación de esfuerzos entre los actores que en ella interactúan. Para apoyar el cumplimiento de los programas y estrategias de desarrollo para la CHCP, a esta Comisión se le ha dado la responsabilidad de gestionar recursos y promover iniciativas, a través del establecimiento de un mecanismo de financiamiento tanto de fuentes nacionales como internacionales.
En la Autoridad del Canal de Panamá (ACP) se manejan los niveles de los embalses Gatún, Alhajuela y Miraflores; se operan y mantienen sistemas de pronósticos hidrometeorológicos de producción y distribución de agua potable en Miraflores, Monte Esperanza y Mendoza; se ejecuta un programa continuo de mantenimiento de represas y vertederos de agua; y se evalúan las necesidades de crecimiento y desarrollo de nuevos programas de agua y saneamiento en el Canal y su cuenca.
Existen grandes retos relacionados con el manejo de los recursos hídricos en la Cuenca Hidrográfica del Canal de Panamá. La construcción del tercer juego de esclusas, para ampliar el Canal, hace necesario hoy más que nunca un manejo adecuado de los recursos hídricos en Panamá, pues solo una perfecta armonización de este uso con el medio ambiente garantizará un suministro ininterrumpido de agua para la población actual y las futuras generaciones.

## Historia del manejo de los recursos hídricos y desarrollos recientes
El inicio del manejo de los recursos hídricos en la Cuenca Hidrográfica del Canal de Panamá se remonta a la construcción del Canal de Panamá. Las inundaciones, especialmente del río Chagres, constituyeron un serio problema para su construcción. El 15 de abril de 1899 se estableció la estación del río Chagres en Alhajuela y fue la única registradora de niveles y estimados de descarga diaria de agua en lo que era conocido como “la parte alta del Chagres” hasta 1929. Durante el periodo del canal francés, de 1880 a 1904, se registraron cinco crecidas de consideración, sin embargo, es importante recalcar que las mediciones de comente eran realizadas por medio de flotadores y que estudios posteriores muestran que estos valores son mayores que las medidas utilizando molinetes. No obstante, no se hicieron ajustes a los registros publicados, principalmente, por razones de seguridad en el diseño de las estructuras de acuerdo a un informe, de 1915, sobre la climatología e hidrología en el Canal de Panamá. Los ingenieros franceses bajo el mando de Ferdinand de Lesseps no pudieron controlar las inundaciones del río Chagres y el esfuerzo americano tampoco tuvo éxito completo hasta la construcción de la Represa Madden (Alhajuela) en Gamboa.

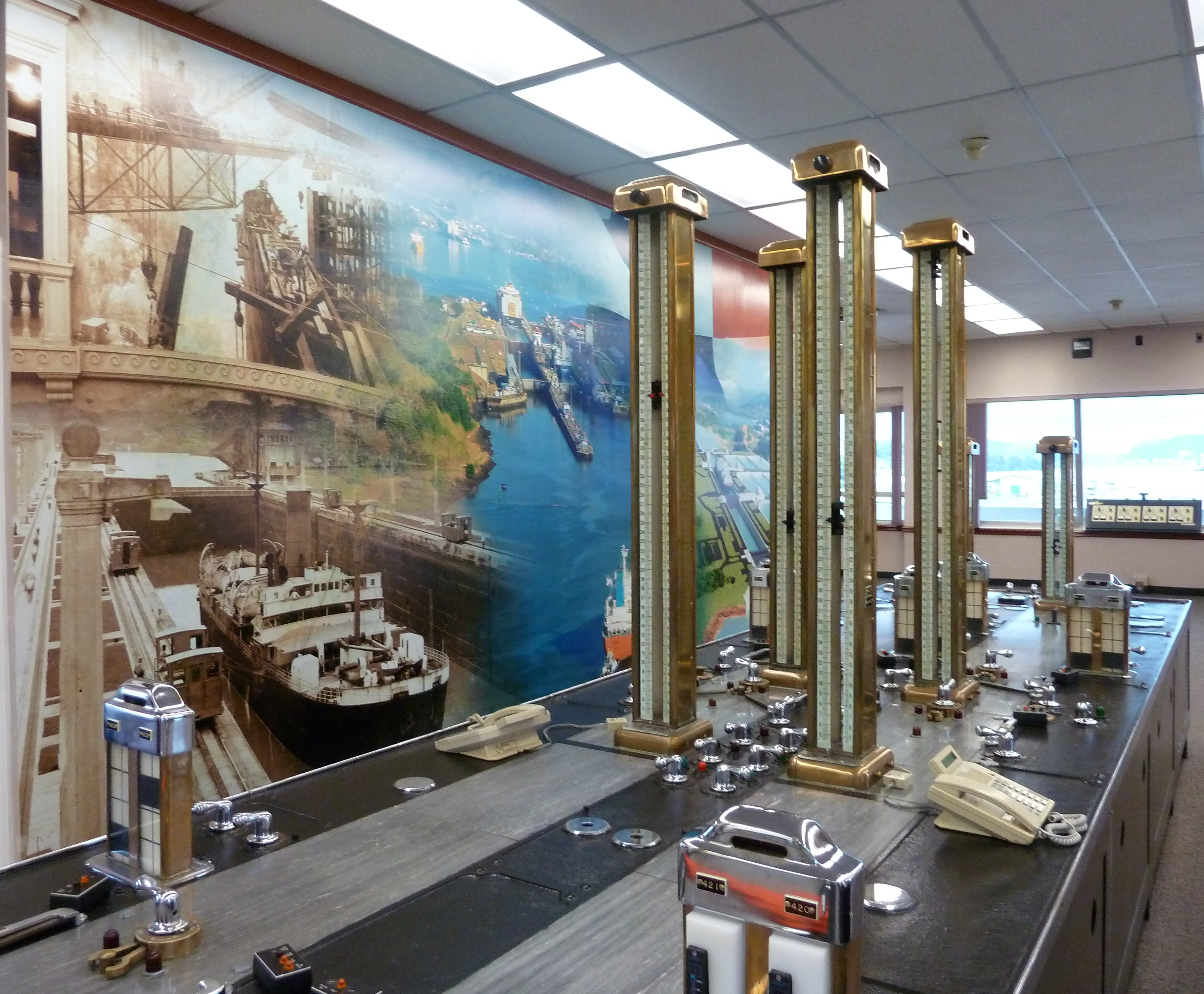
Esclusas de Miraflores, Canal de Panamá.

El 14 de junio de 1905 se crea el Departamento de Meteorología e Hidráulica de Ríos (Comisión del Canal Ístmico) y su nombre cambia, posteriormente, a Sección de Meteorología e Hidrografía. El Departamento establece de forma inmediata 22 estaciones de lluvia; nueve de las cuales utilizaban cubetas basculantes. Menos de un año después, ocho de las estaciones son descontinuadas ya que se encontraban fuera de la Zona del Canal. Durante 1906 y 1907 se realizaron mediciones de caudal por medio de flotadores y molinetes en Alhajuela, Gamboa, Bohío, Lagartera, y Gatuncillo. La construcción de la Represa de Gatún se inició en 1906 y se terminó en 1910. A partir del 1 de enero de 1908, todas las mediciones de comentes se ejecutaron por medio de molinetes.
Antes de la inauguración del Canal, en 1914, hubo varias crecidas de importancia principalmente la ocurrida el 26 de diciembre de 1909, pues la parte alta del Chagres, alcanzó una descarga máxima instantánea de 140,000 p3/s. Esta crecida afectó seriamente las obras de construcción del Canal y estaciones de registro de lluvia.
Luego de finalizar gran parte de la construcción del Canal y el llenado del lago Gatún, en 1912, se estandariza la recolección de los datos hidrológicos. Ocho estaciones que registraban los niveles del Chagres y sus afluentes son abandonadas como, por ejemplo, Bohío (río Chagres), Monte Lirio (río Gatún), y Lagartera (río Trinidad). Otras se convierten en estaciones registradoras del nivel del lago Gatún como Gamboa (río Chagres), Gatún (río Gatún) y Raíces (río Trinidad). El río Chagres queda separado en dos tramos; desde la represa de Gatún hasta el Atlántico y la “nueva cuenca del Chagres” hasta Gamboa (523 mi2). La cuenca del embalse de Gatún, de 1289 mi2, corresponde a la cuenca del Chagres o cuenca 115 de acuerdo al criterio del Proyecto Hidrometeorológico Centroamericano.
Para el periodo de 1929 a 1933 se construyen cinco nuevas estaciones de medición de caudales y lluvia en el área aguas arriba de Alhajuela para servir de aviso de inundaciones durante la construcción de la represa de Madden. El 13 de octubre de 1931 se inició la construcción de esta gigantesca represa, a la cual se le dio el nombre de Madden, en honor del congresista Martin B. Madden. E.S. Randolph fue el ingeniero diseñador de esta represa que se encuentra a 250 pies sobre el nivel del mar. El lago Madden, resultado de este represaje tiene un perímetro de 189 millas y su contenido es de 22 billones de pies cúbicos de agua, provenientes del caudaloso río Chagres. Esta represa se terminó de construir el 5 de febrero de 1935, cinco meses antes de la fecha estipulada en el contrato y vino a representar un nuevo triunfo de la ingeniería norteamericana en la historia del Canal de Panamá. Desde esa fecha ha estado prestando servicios sin interrupción, cumpliendo a cabalidad los objetivos para los cuales fue construida: reserva de agua para el Canal, generación de energía eléctrica, reutilización del agua para el tránsito de los barcos en las esclusas y control para el problema de las inundaciones del río Chagres.
El eje del sistema de recopilación de información del Ramo de Meteorología e Hidrografía fue tradicionalmente el registro digital, que consistió en un sistema de flotadores y pesas para medir el nivel del agua y el volumen de precipitación pluvial. Los 35 sistemas digitales en uso en la cuenca medían y marcaban los registros en cintas cada 15 minutos. Otro instrumento para registrar el nivel del agua, el registrador análogo, es igual al digital con la diferencia de que imprime en la cinta un registro continuo sobre la elevación del río o el lago. La transmisión de esa información a la oficina en Balboa Heights cambió drásticamente al instalarse en 1966 un sistema telemétrico que incorporó el ramo a la era de la computadora. Mediante el sistema, los datos del nivel de los ríos, la elevación de los lagos y la precipitación pluvial medidos por los registros digitales son transformados por un código electrónico en señales de audio que son transmitidas por radio al terminal.
Para 1981, todas las estaciones de precipitación pluvial y las que hay en los ríos y lagos de la cuenca transmitían automáticamente por telemetría cada 15 minutos informes hidrológicos tomados por los registros digitales al terminal en Balboa Heights. Además de las muestras recogidas por el propio ramo, personal de Meteorología e Hidrografía, se obtenía la cooperación de indígenas y maestros de escuelas en los pueblos de las riberas, para que recogieran periódicamente muestras de sedimento de los ríos y las entregaran a las cuadrillas de campo cuando pasaban con destino a las estaciones. Con la información recogida, el ramo estuvo en capacidad de predecir mejor la futura disponibilidad de agua. Al tiempo que el Ramo de Meteorología e Hidrografía cumplía su original misión de administrar el abasto de agua al Canal de Panamá, colaboró en el intercambio de información, opiniones profesionales y asistencia técnica con sus contrapartes en los Estados Unidos y Panamá, incluyendo el Servicio Geodésico y el Servicio Meteorológico de los Estados Unidos y la Dirección de Recursos Naturales Renovables (RENARE), el Instituto de Recursos Hidráulicos y Electrificación (IRHE) y el Instituto de Acueductos y Alcantarillados Nacionales (IDAAN), de Panamá.
El 7 de septiembre de 1977, en la sede de la O.E.A., el presidente de los Estados Unidos Americanos James Carter y el General Omar Torrijos por Panamá firman dos tratados que abrogan los de 1903 y establecen una nueva relación de socios entre ambas naciones. Con estos tratados la República de Panamá adquiere la obligación de proveer suficiente agua para la operación del Canal y las poblaciones en el área.
La Comisión Interinstitucional de la Cuenca Hidrográfica del Canal de Panamá (CICH) fue creada mediante la Ley Orgánica por la cual se crea la Autoridad del Canal de Panamá. Esta comisión tiene su fundamento legal en el Artículo 6 de la Ley 19 del 11 de junio de 1997 y fue reglamentada bajo el Capítulo VII del Acuerdo N.º 116 (de 27 de julio de 2006) de la Junta Directiva de la Autoridad del Canal de Panamá.
La Ley 44 del 31 de agosto de 1999, establece los límites de la Cuenca Hidrográfica del Canal de Panamá identificadas en dos regiones denominadas como: la Región Oriental (también conocida como Cuenca Tradicional o Cuenca del Río Chagres) y la Región Occidental. En este mismo año se inicia la medición y análisis del potencial hídrico y manejo de las cuencas de los principales ríos en la Región Occidental de la cuenca del Canal. Con la derogación de la Ley 44 por medio de la Ley 20 del 21 de junio del 2006, las estaciones localizadas en la Región Occidental dejan de ser operadas por la Autoridad del Canal de Panamá.
En el 2010 la red de estaciones hidrometeorológicas consiste de 52 estaciones activas. La mayoría de estas son telemétricas que registran y transmiten datos de diferentes parámetros en tiempo real. Además, se realizan aforos de los ríos una vez por mes en 10 estaciones y se miden sedimentos suspendidos.

## Base de recursos hídricos

### Ubicación
La Cuenca Hidrográfica del Canal de Panamá (CHCP) se localiza en la parte central del país, entre las coordenadas 8°40′ y 9°30′ N y 79°14′ y 80°8′ O. La CHCP tiene una superficie total de 339,639 hectáreas, lo que representa un 4.5% del territorio nacional. El área de la CHCP está distribuida entre 3 provincias, Panamá, Panamá Oeste y Colón, y comprende 7 distritos: Panamá, Arraiján, La Chorrera y Capira (provincia de Panamá); Colón, Portobelo, y una muy pequeña porción de Chagres (provincia de Colón). En estos 7 distritos hay 40 corregimientos que contienen alrededor de 432 lugares poblados ubicados la gran mayoría totalmente y algunos en forma parcial dentro de la Cuenca.

### Clima y recursos hídricos
El clima de esta región es característico de los trópicos. La temperatura y la humedad son relativamente altas durante todo el año y la precipitación pluvial es abundante. Existe una clara variación estacional de la precipitación pluvial. La estación seca normalmente comienza alrededor de diciembre y tiene una duración de aproximadamente 4 meses, mientras que la estación lluviosa cubre el resto del período (8 meses).
Los promedios anuales de precipitación pluvial para las estaciones en la cuenca varían entre un máximo de más de 3.300 mm (130 pulgadas), en la costa Atlántica, y un mínimo de aproximadamente 1.500 mm (60 pulgadas), en la costa del Pacífico. En general, para toda la cuenca hidrográfica, el promedio anual de precipitación pluvial de los 10 años 1985-1994 se estima en 2.596 mm (102 pulgadas). Las estaciones localizadas en la cuenca del Lago Madden generalmente reportan un promedio anual de precipitación mayor que el reportado por las estaciones localizadas en el área aguas abajo de la represa Madden.

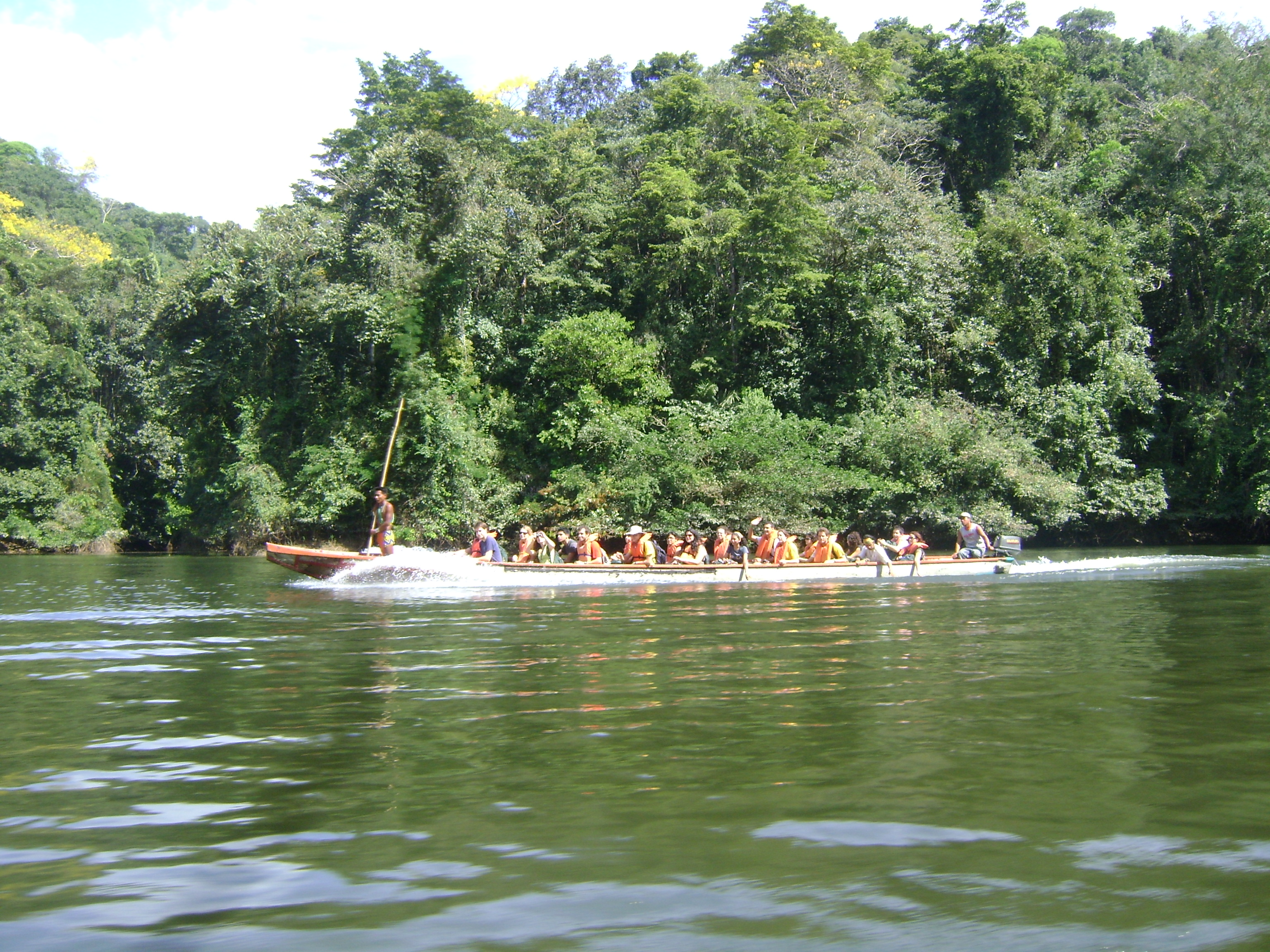
Cuenca Hidrográfica del Canal de Panamá, Río Pequení

El viento durante la temporada de inundaciones, que se extiende de septiembre a principios de enero, generalmente, es variable. Sin embargo, tiende a provenir del noroeste con una velocidad promedio de aproximadamente 12,9 km/h (8 mph). Las ráfagas máximas de viento son generalmente menores de 48 km/h (30 mph), y están usualmente asociadas con tormentas acompañadas de relámpagos.
La escorrentía proveniente de la Cuenca Hidrográfica del Canal de Panamá es estacional, extremadamente variable, y sigue el mismo patrón de la precipitación pluvial. Empezando alrededor de mayo, la escorrentía comienza a aumentar hasta octubre y noviembre, normalmente los meses de máxima escorrentía, y disminuye gradualmente durante la estación seca. La subcuenca del Lago Madden es una región hidrológicamente más productiva que la subcuenca aguas abajo de la represa Madden. A pesar de que el área de la subcuenca de Madden representa aproximadamente solo el 31 % del área total de la Cuenca Hidrográfica del Canal, los aportes hídricos de esta región suman cerca del 45 % de la escorrentía total de dicha cuenca.
Los siguientes análisis están basados en promedios anuales de 10 años de información hidrológica (1985-1994) para la Cuenca Hidrográfica del Canal de Panamá: Las pérdidas en la Cuenca por efectos de infiltración, proceso de evapotranspiración en las plantas, pérdidas en el subsuelo, usos no contabilizados, y otros factores externos se estiman en un 41 %, es decir, 1.061 mm (42 pulgadas). Por lo tanto, la escorrentía bruta que logra almacenarse en los lagos es solo el 59 %, o sea 1.535 mm (60 pulgadas), de la precipitación anual estimada. De esta escorrentía bruta acumulada en los lagos, se pierde aproximadamente el 77 %, por efectos de la evaporación directa en la superficie de los lagos Gatún y Madden. El restante 89 %, 1.361 mm (53 pulgadas), constituye la escorrentía neta.
La red hidrográfica de la CHCP es extensa y está formada por ríos principales, ríos secundarios, quebradas y riachuelos. Además existen tres lagos artificiales: Alhajuela, Miraflores y Gatún (considerado uno de los lagos artificiales más grandes del mundo). Cada uno de estos lagos cuenta con su red hidrográfica propia, constituyendo las tres regiones hídricas de la Cuenca. La más pequeña de estas regiones es la subcuenca del lago Miraflores, ubicada hacia el extremo sur de la Cuenca, hacia donde drenan ríos cortos como: Cocolí, Grande, Camarón y Cárdenas. Luego está la región de la subcuenca del lago Alhajuela, ubicada hacia la parte este de la Cuenca. Hacia el lago Alhajuela drenan los ríos Boquerón y Pequení, así como la parte alta del río Chagres y otros ríos menores como La Puente, Salamanca y Las Cascadas. La mayor región hídrica es la del lago Gatún, que ocupa la parte central y oeste de la Cuenca. Hacia el Gatún drenan los ríos Gatún, Cirí Grande, Trinidad, el curso medio del Chagres, y otros ríos menores como Caño Quebrado, Los Hules, Pescado, Paja, Baila Monos, Agua Salud y Mandinga. . Se han identificado un total de 47 subcuencas dentro de la CHCP, siendo las más importantes las de los ríos Chagres, Gatún, Boquerón, Pequení, Cirí Grande y Trinidad. Entre todos los ríos y lagos cubren alrededor de 42,000 hectáreas de la Cuenca. El río Chagres, con los lagos artificiales de Alajuela y Gatún, son las principales fuentes en la regulación del escurrimiento de navegación para la operación anual de la vía interoceánica del Canal de Panamá (caudal mínimo 2,8 km³/año).
Según los registros de la Comisión del Canal de Panamá, los ríos del Lago Alajuela que más agua produjeron en el período 1970-1996, en millones de metros cúbicos por año fueron Chagres (961 Mm³), Pequení (437 Mm³) y Boquerón (253 Mm³).
Por otro lado, durante el período 1981-1994, los ríos que contribuyeron con la mayor cantidad de sedimentos fueron Boquerón (870 ton/km²/año), Pequení (664 ton/km²/año) y Chagres (255 ton/km²/año).

### Capacidad de almacenamiento

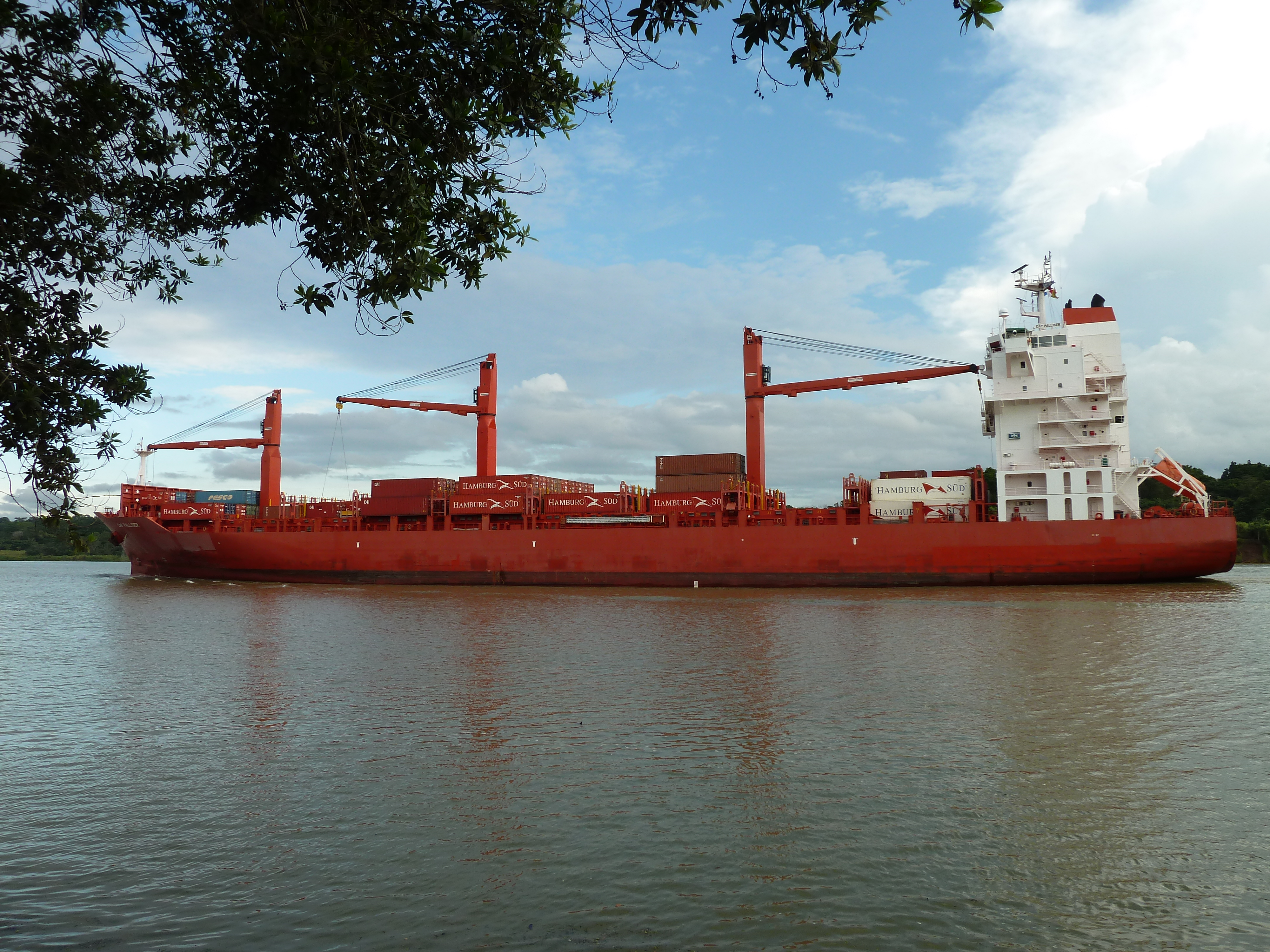
División de Dragado. Esclusas de Pedro Miguel, Canal de Panamá

La superficie de drenaje de la cuenca del embalse Alhajuela es de 1.026 km². La superficie o espejo de agua del embalse, a una elevación de 76,81 m (252 pies) es 50,2 km². La capacidad de almacenamiento activo disponible del embalse Alhajuela entre las elevaciones 57,91 y 76,81 (190 pies) está reservado para el abastecimiento de agua de consumo humano de la Ciudad de Panamá.
La Cuenca Hidrográfica del Canal de Panamá, que alimenta al embalse Gatún, tiene una superficie de drenaje de 3.338 km² y se compone de la cuenca del embalse Alhajuela y la cuenca aguas abajo (debajo de la presa de Madden). La cuenca aguas abajo tiene una superficie de 2.313 km². La superficie o espejo de agua del embalse Gatún es de 436 km² a una elevación de26,67 m (87,50 pies). De acuerdo con los procedimientos actuales de operación, el almacenamiento útil del embalse Gatún, entre las elevaciones 24,84 y 26,67 m (81,50 y 87,50 pies), es de 766 MMC (27 billones de pies cúbicos).
La superficie de drenaje de la cuenca del embalse Miraflores es de 96,8 km². La superficie o espejo de agua del embalse es de 3,94 km² a una elevación de 16,46 m (54 pies). El almacenamiento activo disponible del embalse Miraflores, a una elevación entre 16,15 y 16,76 m (53 y 55 pies), es de 2,46 MMC (87 millones de pies cúbicos).
Para aumentar la capacidad de almacenaje del lago Gatún e incrementar el rendimiento de la Cuenca Hidrográfica del Canal, la Autoridad del Canal de Panamá inició en marzo del 2002 la profundización de su cauce de navegación. Esto ha permitido incrementar el rendimiento hídrico de la cuenca en más de 300 millones de galones de agua diarios.

### Sequías e inundaciones
El reporte Panama Canal Water Supply (Panama Canal Company, 1961), señala que históricamente se han producido sequías en la cuenca del Canal en los períodos 1900-1901, 1905-1906,1911-1912, 1919-1920, 1925-1926, 1930-1931, 1939-1940, 1948-1949, y 1957-1958. El reporte Improvement Program for the Panama Canal (Panama Canal Company, 1969), señala los períodos de sequía crítica como 1918-1922, 1929-1932, 1939-1943, 1945-1949, 1957-1961, y del 1962-1965.
Los principales ríos de la cuenca del Canal (Chagres, Pequení, Boquerón, Gatún, Cirí Grande y Trinidad), durante los primeros meses del 2010, venían registrando un proceso de sequía producto de la prolongación de El Niño durante el 2009, que se presentaba con característica moderada en la cuenca del Canal. Sin embargo, en la región suroeste de la Cuenca, ese periodo deficitario cambia bruscamente en noviembre del 2010 y para la región noreste (subcuenca del embalse Alhajuela), en diciembre de 2010, producto de las lluvias extraordinarias que se registraron durante esos dos últimos meses del año, superando los valores históricos anuales registrados en todas las estaciones de precipitación ubicadas en la Cuenca Hidrográfica del Canal de Panamá.
El manejo de los niveles de los reservorios de Gatún y Madden al final de la estación lluviosa siempre representa un gran reto. Por un lado, con la cercanía a la estación seca sería ideal mantener los niveles de los lagos en su máxima elevación posible. El agua almacenada se utilizaría plenamente durante los meses de verano y se garantizaría el calado de 12,04 m (39,5 pies) a las embarcaciones durante todo el año. Sin embargo, históricamente se ha encontrado que durante los últimos meses de la estación lluviosa pueden ocurrir - y en efecto, han ocurrido - las máximas inundaciones en el área del Canal. Por lo tanto, los hidrólogos necesitan mantener una reserva o espacio vacío en los lagos y reaccionar inmediatamente de manera tal que se pueda manejar una inundación severa y que los posibles daños causados a las instalaciones del Canal de Panamá sean limitados.
La reserva original de almacenamiento en los reservorios que se tenía prevista para el control de las inundaciones ha sido reducida considerablemente en los últimos años. La demanda de agua para diversos usos ha hecho ajustar la política de operación de manejo de niveles máximos y, últimamente, dichos niveles han ido aumentando paulatinamente. Por esta razón, se ha hecho necesario utilizar las más modernas técnicas de medición, instrumentación, y transmisión de información hidrometeorológica, tales como: sistemas de telemetría, radar local, e imágenes de satélite. Adicionalmente, se ha hecho necesario que durante la época de inundaciones se mantenga en alerta un equipo de profesionales para la toma inmediata de decisiones sobre operaciones de derrame en los vertederos a cualquier hora del día o de la noche. Los pronósticos de tiempo proporcionados por los meteorólogos, los estudios y análisis de tormentas históricas, las curvas guías para el manejo de reservorios, el establecimiento de zonas de decisión para el control de inundaciones, los diagramas de procedimiento, los manuales de operación normal y de emergencia, conjuntamente con una moderna instrumentación, entrenamiento adecuado y la experiencia profesional del personal han sido factores decisivos en la toma de decisiones para realizar derrames que han evitado daños por inundaciones a las instalaciones del canal.

### Sistemas de Ayuda en el Programa de Control de Inundaciones
La Comisión del Canal de Panamá opera un sistema de telemetría para la adquisición de datos hidrológicos en tiempo real. Los programas especializados de colección de datos del computador central permiten el análisis y la graficación automática de la información, además de sistemas de alarmas, respaldo y archivo. Otros sistemas disponibles en la Autoridad del Canal de Panamá son: el sistema receptor y de procesamiento de imágenes de satélites, el sistema de radar local y la red climatológica. En particular, la red climatológica está formada por cuatro estaciones climatológicas (Gatún, Coco Solo, Gamboa, y FAA). En este sistema se colecta información horaria sobre temperatura del aire, temperatura de rocío, dirección y velocidad del viento, presión barométrica, radiación solar, y precipitación pluvial.
Vertederos para el control de inundaciones
El Vertedero de Gatún
La longitud total de la represa Gatún es 2.500 m (8.200 pies). Esta consiste de una presa de tierra en el lado este, el vertedero de concreto, y otra presa de tierra en el lado oeste. El vertedero de Gatún tiene 14 compuertas de desplazamiento vertical que miden 5,79 m (19 pies) de alto por 13,72 m (45 pies) de ancho, cada una controlada individualmente por un sistema electromecánico de accionamiento remoto.
El Vertedero de Madden (Alhajuela)
Los trabajos incluyeron una presa principal de concreto a través del río Chagres, una planta de generación hidroeléctrica, una presa de tierra y relleno de grava por la parte izquierda de la presa principal, y varias presas de tierra y relleno de grava a través de depresiones localizadas alrededor del reservorio. La presa principal es de concreto, de aproximadamente 290 m (950 pies) de longitud y 67 m (220 pies) de alto; Es una estructura de propósitos múltiples: abastecimiento de agua para esclusajes y otros usos, generación de energía hidroeléctrica, y control de inundaciones. El vertedero de la represa Madden está dividido en cuatro secciones de 30,48 m (100 pies); Cada sección contiene una compuerta flotante (compuerta de tambor) de acero estructural, de 5,48 m (18 pies) de alto. En 1963, se extendieron las compuertas de tambor en 0.61 m (dos pies). Además de las cuatro compuertas principales de tambor, la represa Madden tiene dos (2) válvulas de aguja y seis (6) compuertas de fondo. Las válvulas de aguja se abren cuando se desea desalojar relativamente pequeñas cantidades de agua mientras que las compuertas de fondo se operan para el desalojo de sedimentos o en situaciones de emergencia.

## Calidad del agua
La Autoridad del Canal de Panamá (ACP) debe garantizar la disponibilidad de agua en cuanto a cantidad y calidad para diferentes usos, ya que además de ser la fuente primordial de agua para el tránsito de barcos, la cuenca del Canal provee un 95 por ciento del agua potable para los habitantes de las ciudades de Colón, Panamá, San Miguelito y La Chorrera. En respuesta a esta responsabilidad, la ACP creó la Unidad de Calidad de Agua en la División de Administración Ambiental, y estableció el programa de vigilancia y seguimiento de la calidad de agua en la Cuenca Hidrográfica del Canal de Panamá (CHCP). Este programa comprende, entre otros componentes, la vigilancia de la calidad del agua en las estaciones permanentes de la CHCP.
Según los resultados del informe de calidad de agua 2003-2005 volumen II emitido por la ACP, el lago Alhajuela es un ecosistema de agua dulce, que en términos generales presenta una calidad de agua de buena a excelente en todas las estaciones de muestreo, con bajas concentraciones de nitratos, fosfatos y E. coli, y con concentraciones de oxígeno disuelto excelentes para el soporte de la vida acuática. El área donde desembocan los ríos Boquerón y Pequení (estación BOP) presenta las mayores concentraciones de fosfatos, nitratos y E. coli y menores concentraciones de oxígeno disuelto con respecto al resto de las estaciones de muestreo, sin que la mediana sobrepase los valores guías recomendados para evitar eutrofización y para uso recreativo con contacto directo/indirecto; Con relación a las concentraciones de iones principales, sus aguas se clasifican como cálcico bicarbonatadas. El lago Gatún es un ecosistema de agua dulce, en donde la calidad del agua es de excelente a buena en todas las estaciones de muestreo, con bajas concentraciones de E. coli, fosfatos y nitratos, con concentraciones de oxígeno disuelto adecuadas para el soporte de la vida acuática. Las áreas de Gamboa y Paraíso son las que presentan mayores concentraciones de nitratos, fosfatos y E. coli y menores concentraciones de oxígeno disuelto sin que la mediana sobrepase los valores guía recomendados para evitar eutrofización y para uso recreativo con contacto directo. Respecto a la clasificación de las aguas según la concentración de iones principales está en la categoría de cálcico bicarbonatada, exceptuando la estación de Laguna Alta en donde son sódico bicarbonatadas. El lago Gatún representa una barrera de agua dulce, creado artificialmente, que ha permitido la colonización y adecuación de numerosas especies tanto nativas provenientes de los ríos así como exóticas
producto de numerosas intervenciones humanas. El lago Miraflores es un ecosistema de agua salobre, en donde la calidad del agua es buena en todas las estaciones de muestreo, para mantener la biota existente. El lago Miraflores no es utilizado como fuente de abastecimiento de agua potable, ni para uso recreativo con contacto directo sin embargo, es necesario preservar la calidad de sus aguas para mantener su equilibrio ecológico, ya que es parte integral de la Cuenca Hidrográfica del Canal de Panamá. Sus aguas se sitúan, según la concentración de iones principales, en la categoría de sodio cloruradas.
En general la calidad del agua en las estaciones de vigilancia en la Cuenca Hidrográfica del Canal de Panamá se encuentra, primordialmente, entre buena y excelente, calificando para diversos usos. No obstante la ACP diseña y ejecuta planes para el mantenimiento y mejoramiento de la calidad y cantidad del agua en la cuenca.

## Manejo de los recursos hídricos

### Agua potable y saneamiento
La Cuenca Hidrográfica del Canal de Panamá (CHCP) cuenta con tres plantas potabilizadoras de agua: La Planta de Miraflores en el sector Pacífico con capacidad de producción de 16,544.9 millones de galones de agua
potable, la Planta de Monte Esperanza con capacidad de producción de 10,926.0 millones de galones de
agua potable en el sector Atlántico y la recién inaugurada en el 2010 Planta Mendoza con capacidad de producción de 10,950.0 millones de galones de agua potable.
La cuenca del Canal suministra el agua a las plantas potabilizadoras que abastecen a las ciudades de Panamá y Colón, distritos de alta densidad de población, y a un gran número de acueductos rurales. El 97% del área urbana y el 83% del área rural tienen cobertura de servicio de agua potable. Aun así, en muchos sectores urbanos el suministro de agua se restringe a ciertos días de la semana y a ciertas horas del día. En este sentido, existe el Plan de Desarrollo de Infraestructura de Agua Potable y Alcantarillado del Instituto de Acueductos y Alcantarillados Nacionales, que propone la creación de Juntas de Salud para el manejo de acueductos locales. El Estado ha realizado innumerables esfuerzos para disminuir los niveles de contaminación, destacándose el inicio de la modernización del sistema de alcantarillado y el tratamiento de las aguas residuales que con llevará al Saneamiento de la Bahía de Panamá; proyecto que en estos momentos se ejecuta bajo la coordinación del Ministerio de Salud.

### Riego y drenaje
El 60% de los suelos en la cuenca del Canal son de vocación forestal. Predominan los suelos de origen Ultisol, sometidos a intensas precipitaciones y gran lavado de cationes intercambiables. Estos suelos pardo-rojizos, son muy susceptibles a la erosión por deslizamientos y remoción en masa, baja fertilidad, bajo contenido de materia orgánica y baja capacidad de intercambio catiónico. La Autoridad del Canal de Panamá, inició en el año 2001, un programa de reforestación en la Cuenca hidrográfica del Canal de Panamá, con el objetivo de conservar los recursos hídricos. Estos proyectos han tenido diversos enfoques considerando el área donde se desarrollan y con quien se ejecutan. Cuando se desarrollan con grupos comunitarios, proporcionan una opción productiva para las comunidades, al involucrarlas en el desarrollo y mantenimiento de los plantones y plantaciones, y dedicando áreas que pueden ser cultivadas temporalmente con cultivos agrícolas o se plantan árboles de producción agrícola como el café y el achiote. Cuando se establecen en áreas protegidas, se contribuye con el cumplimiento de los planes de manejo diseñados para cada área.

### Energía hidroeléctrica
La primera hidroeléctrica que se construyó en Panamá fue la Hidroeléctrica de Gatún. Dicha hidroeléctrica tiene una capacidad instalada de 24 MW. La segunda que se construyó fue la Hidroeléctrica de Madden, que tiene una capacidad instalada de 36 MW. Además de eso, la Autoridad del Canal de Panamá (ACP) posee varias unidades dentro de la planta de generación termoeléctrica de Miraflores, con una capacidad total de 120 MW.
El sistema de distribución de energía del Canal va a lo largo del mismo, del Pacífico hacia al Atlántico, en una red troncal de 44 kW de doble circuito, cumpliendo con el principal objetivo de este sistema, que es brindar una energía confiable para las operaciones del Canal.
La prioridad del agua potable de la cuenca del Canal es para un consumo humano, siendo su segunda prioridad para el tránsito de las naves, y su tercera prioridad para la generación hidroeléctrica.
La participación de la ACP en el mercado nacional (vendiendo los excedentes de energía) abarata la energía para el consumidor. Si el Canal no participara vendiendo energía, los precios aumentarían, en promedio, aproximadamente US $7 por MW/hora, dependiendo del momento.

## Medio ambiente
La Autoridad del Canal de Panamá (ACP), como organización con un alto sentido de responsabilidad socio-ambiental, apoya esfuerzos internacionales a través de varias iniciativas locales para convertirse en una organización carbono neutral. Esto lo lleva a cabo mediante su sistema de gestión ambiental, el programa de incentivos económicos ambientales, el manejo adecuado de residuos y materiales, ahorro energético, reducción y monitoreo de emisiones, seguimiento a la calidad de efluentes, el plan de desarrollo sostenible de la cuenca del Canal y programas de educación ambiental, entre otros. El objetivo de estas iniciativas es mantener el Canal de Panamá como una ruta verde para la industria y el comercio marítimo internacional.
En el año 2010 se completó el estudio de línea base para una estrategia corporativa de neutralidad de carbono. Se contabilizaron las emisiones de gases de efecto invernadero que produce la ACP para la proyección de metas de reducción y compensación como parte de la estrategia.

### Sistema de gestión ambiental
En el 2010 la división de Ambiente obtuvo la recertificación del Sistema de Gestión Ambiental (SGA) de acuerdo con la norma ISO 14001-2004. Se evaluó integralmente los procedimientos y aspectos ambientales, auditorías internas y capacitación de colaboradores en el SGA.

### Programas para el desarrollo sostenible
Programa de incentivos económicos ambientales
Para responder a los retos en la disponibilidad de agua dulce causados por el aumento de la población y actividades productivas, la ACP diseña nuevos proyectos para la protección y restauración de los recursos naturales y el agua de la Cuenca Hidrográfica del Canal. Para ello se estableció un proyecto de 20 años denominado “Programa de incentivos económicos ambientales”, cuyo objetivo es la protección del recurso hídrico, la recuperación de la cobertura boscosa, la reducción de emisiones de CO2 y la mejora de la calidad de vida de los habitantes de la cuenca del Canal. Para tales efectos, en el año 2010 se sembraron 1,300,000 árboles, cinco veces más que la cantidad promedio anual sembrada por la ACP en los últimos ocho años.
Este programa se basa en tres aspectos fundamentales:
•	La protección de las áreas boscosas existentes y la regulación de usos de suelo, de acuerdo a la capacidad del área, para preservar la cantidad y calidad del recurso hídrico en áreas de importancia estratégica dentro de la Cuenca.
•	La recuperación de áreas específicas mediante la implementación de actividades de agroforestería, sistemas silvopastoriles y reforestación en sitios continuos a nivel comunitario.
•	La inclusión de actividades de reforestación comercial, involucrando a productores locales en un esquema de conservación de la Cuenca a largo plazo.
Programa de control de emisiones a la atmósfera
Al 2010 se caracterizaron las emisiones de 450 vehículos; un 68.0 por ciento de la flota de la ACP. El 93.0 por ciento de los vehículos cumplen con los parámetros establecidos. De igual manera, se logró determinar que las emisiones provenientes de cinco chimeneas de la planta termoeléctrica de Miraflores están dentro de los límites establecidos en las normas de la ACP y del Banco Mundial. La calidad del aire ambiente medida por el Índice de Calidad del Aire (ICAIRE) en las áreas operativas de la ACP está dentro de los buenos estándares.
Centro de información ambiental de la Cuenca
Para el año fiscal 2010 se llevó a cabo un inventario de actividades productivas y los usuarios de agua en 24 subcuencas de la cuenca del Canal. En el siguiente año fiscal se prevé continuar con la actualización de estos datos; los usuarios de aguas superficiales; el agua extraída y las aguas residuales descargadas por actividad; con el fin de adecuar la toma de decisiones para asegurar la correcta administración, uso y conservación del agua de la Cuenca Hidrográfica del Canal.
Educación ambiental
La ACP lleva a cabo diversos esfuerzos de educación ambiental dictando cursos, charlas, foros,
seminarios, talleres, al igual que realizando encuentros y celebraciones de fechas ambientales. Durante el año 2010 se realizaron actividades que beneficiaron a más de 2,600 estudiantes, 950 docentes y 159 escuelas dentro de la Cuenca Hidrográfica del Canal. Además, en el aspecto corporativo, se capacitaron más de 1200 colaboradores; y con el programa de las 3R (Reduce, Reutiliza y Recicla) se incorporó a los colaboradores para colectar latas de aluminio y envases plásticos de sus hogares. La campaña del programa ha incluido 24 mensajes ecológicos, nueve videos, seis artículos de prensa, confección y distribución de materiales didácticos como láminas y trípticos. En el programa Nuestro Canal y su Cuenca participaron 62 colaboradores de la ACP
como instructores voluntarios.

## Marco legal e institucional

### Marco legal
El marco legal de los derechos del agua en Panamá se consagran en la Constitución, Capítulo 7; en la Ley 35 de Aguas de 1966; la Ley 41 de Ambiente de 1998; en la Política Pública de Recursos Hídricos del 2007; y en los distintos decretos y resoluciones que otorgan competencia a diversas instituciones, como los ministerios de Desarrollo Agropecuario y Salud, el IDAAN, la ASEP, la ACP y ETESA, en la gestión del agua; y la Autoridad Nacional del Ambiente (ANAM), como rectora en la protección y conservación de los recursos naturales.
De acuerdo con la Constitución Política de la República de Panamá y la Ley 19 de 11 de junio de 1997, a la Autoridad del Canal de Panamá le corresponde la responsabilidad de administrar, mantener, utilizar y conservar el recurso hídrico de la Cuenca Hidrográfica del Canal de Panamá (CHCP).

### Marco institucional
La Comisión Interinstitucional de la Cuenca Hidrográfica del Canal de Panamá (CICH), es la encargada de coordinar las actividades de organismos gubernamentales y no gubernamentales con responsabilidad e intereses en la Cuenca Hidrográfica del Canal de Panamá. Esta comisión tiene su fundamento legal en el Artículo 6 de la Ley 19 del 11 de junio de 1997, Ley Orgánica, por la cual se crea la Autoridad del Canal de Panamá. Además esta Comisión fue reglamentada bajo el Capítulo VII del Acuerdo No. 116 (de 27 de julio de 2006) de la Junta Directiva de la Autoridad del Canal de Panamá.

### Acuerdos internacionales
Panamá ha firmado y ratificado 21 convenciones y protocolos globales relacionados con el ambiente desde 1954. Sin embargo, los aspectos ambientales empezaron a ser incorporados en la década de los setenta. Entre estos se encuentran acuerdos y
convenciones que afectan el manejo de cuencas como son: Declaración de Río de Janeiro (1992), Convención relativa a los humedales de importancia internacional especialmente como hábitat de aves acuáticas, RAMSAR 1971 (1996), Convención sobre Diversidad
Biológica (1995), Convención Marco sobre Cambio Climático, (1995), etc.
A nivel regional, Panamá es miembro de la Alianza Centroamericana sobre el Desarrollo Sostenible y ha firmado y ratificado el Convenio para la Conservación de la Biodiversidad y Protección de Áreas Silvestres Prioritarias en América Central (1995), Convenio Regional sobre Cambio Climático (1995), Convenio Regional para el Manejo y Conservación de los Ecosistemas Naturales, Forestales y el Desarrollo de Plantaciones Forestales (1995).

## Precio del agua
El agua potable medida tiene un cargo mensual de $0.694 por entrega de agua potabilizada, por millar de galones. Mientras que el agua cruda tiene un cargo de $0.159 por bombeo, conducción y entrega de agua cruda, por millar de galones.
También existen contratos de extracción de agua exclusivamente para empresas dedicadas a la actividad de potabilización de agua para su venta en granel al IDAAN; la tarifa por metro cúbico de extracción de agua es de $0.0075.

## Programas e iniciativas destacadas
Los comisionados de la Comisión Interinstitucional de la Cuenca Hidrográfica del Canal de Panamá (CICH) aprobaron el Plan de Desarrollo Sostenible y Gestión Integrada de los Recursos Hídricos de la Cuenca Hidrográfica del Canal. A la fecha han sido ejecutados o están en ejecución 62 proyectos en la Cuenca del Canal por parte de diversas instituciones. Esto representa una inversión de aproximadamente US $122.0 millones.
Por otro lado la Autoridad del Canal de Panamá divulgó avances de la cuenca del Canal en la red internacional de cuencas del Programa Hidrológico Internacional de UNESCO, específicamente la iniciativa Hydrology for the Environment, Life and Policy (HELP). Se divulgaron estudios sobre el manejo de la cuenca y procesos de participación de actores diversos. Un ejemplo fue publicado en la serie científica bianual del Programa Hidrológico Internacional (PHI) y la International Association of Hydrological Sciences (IAHS) de 2010: Hydrocomplexity: New Tools for Solving Wicked Water Problems. Otro caso fue publicado a través del World Business Council for Sustainable Development (WBCSD), en donde la ACP comparte su experiencia acerca de la preservación de la biodiversidad en la cuenca del Canal.

## Cooperación externa
La cooperación científica internacional ha sido un elemento fundamental en la definición de políticas, planes, estrategias y acciones encaminadas a mejorar el manejo de cuencas hidrográficas en Panamá. Organizaciones como CATIE han prestado su colaboración en el desarrollo del proyecto regional de manejo de cuencas.
La UNESCO, PNUD y GEF han apoyado el proceso de planificación, diseño y ejecución de actividades relacionadas con el Programa del Hombre y la Biosfera, del cual Panamá es miembro, así como el desarrollo de guías de educación y la elaboración un Plan del Sistema de Áreas Protegidas.
La Estrategia Nacional de Biodiversidad ha recibido la asistencia de PNUMA.
Japón, mediante su agencia de cooperación JICA ha colaborado en el establecimiento del Centro de Capacitación para el Manejo de los Recursos Naturales y actualmente ejecuta de manera conjunta con la Autoridad Nacional del Ambiente el proyecto PROCCAPA.
FAO y el gobierno de Finlandia han apoyado el programa forestal de Panamá.
BID, USAID y la Comisión Centroamericana de Ambiente y Desarrollo (CCAD) participaron en el proceso de formulación de la Estrategia Nacional del Ambiente y diseño del Programa Ambiental Nacional.